# Mimosybra basigranosa
Mimosybra basigranosa es una especie de escarabajo del género Mimosybra, familia Cerambycidae. Fue descrita científicamente por Breuning en 1939.
Se distribuye por Filipinas. Posee una longitud corporal de 13-14 milímetros.